# 20. korpus (Kopenska vojska ZDA)
Za druge 20. korpuse glejte 20. korpus.
20. korpus (izvirno angleško XX Corps) je bil korpus Kopenske vojske Združenih držav Amerike.